# Cumbal (Nariño)
Cumbal es un municipio colombiano ubicado en el departamento de Nariño. Se sitúa a 120 kilómetros al suroccidente de San Juan de Pasto, la capital del departamento.

## Historia
Se dice que en 1529 el cacique Cumbe fundó un pueblo con el nombre de «Pavas» ubicado al pie del volcán Cumbal, entre el río Blanco y la quebrada Riochiquito.
Sus habitantes pertenecían a la etnia de los pastos. En el año de 1547, su nombre fue cambiado por el de Cumbal, en honor a su fundador. El 14 de diciembre de 1923, debido a una serie de terremotos que sufrió esa zona, desapareció este asentamiento. La población fue refundada el 20 de julio de 1924 en otro lugar y su erección municipal se realizó mediante Ordenanza 59 de 1925.

## Geografía

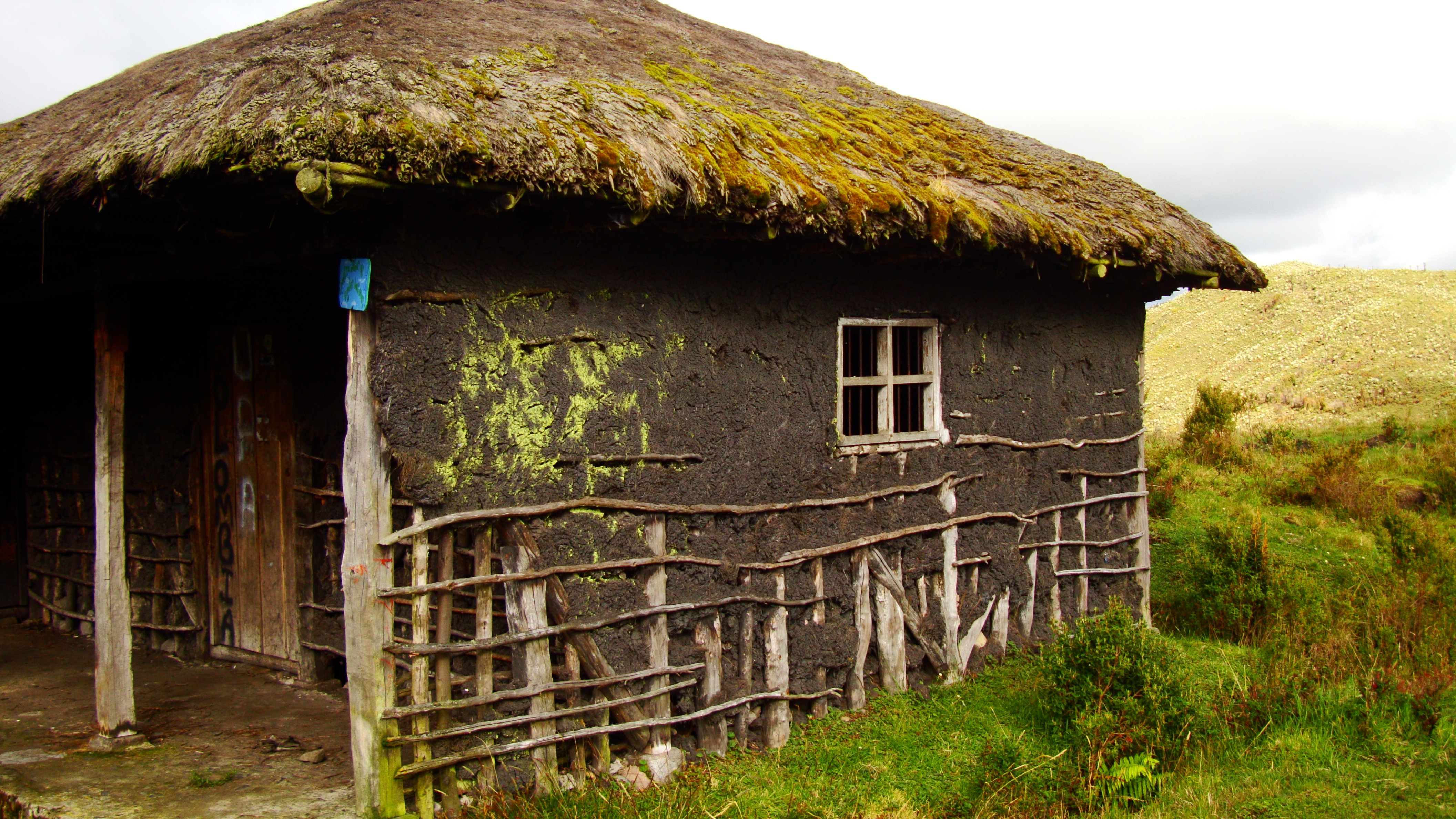
Casa indígena de la etnia Pasto en el corregimiento de Chiles.

El territorio del municipio es montañoso, comprendido dentro de las áreas del Altiplano de Túquerres e Ipiales y del Nudo de los Pastos, destacándose entre sus accidentes orográficos los volcanes Cumbal y Chiles, con alturas que alcanzan los 4.760 m s. n. m. y los cerros Buenavista, Colorado, Golondrinas, Hondon, Negro, Oreja, Panecillo, Picacho y Portachuelo. Por la conformación del relieve se presentan los pisos térmicos frío y páramo, con un clima promedio de 11 °C. Rigen sus suelos las aguas de los ríos Blanco, Carchi, Chiquito, Imbina, Marino, Mayasquer, Nuevo Mundo, Salado y San Juan.
Límites:
- Norte con Ricaurte y Mallama;
- Sur con la República del Ecuador;
- Oriente con Guachucal y Cuaspud;
- Occidente con la República del Ecuador y Ricaurte.

## División Político-Administrativa
Además de su Cabecera municipal. Cumbal tiene bajo su jurisdicción los siguientes Centros poblados:
- Chiles
- El Chota
- La Poma
- Nazate
- Panán

## Cultura y Patrimonio

### Casa de la Memoria del Gran Cumbal

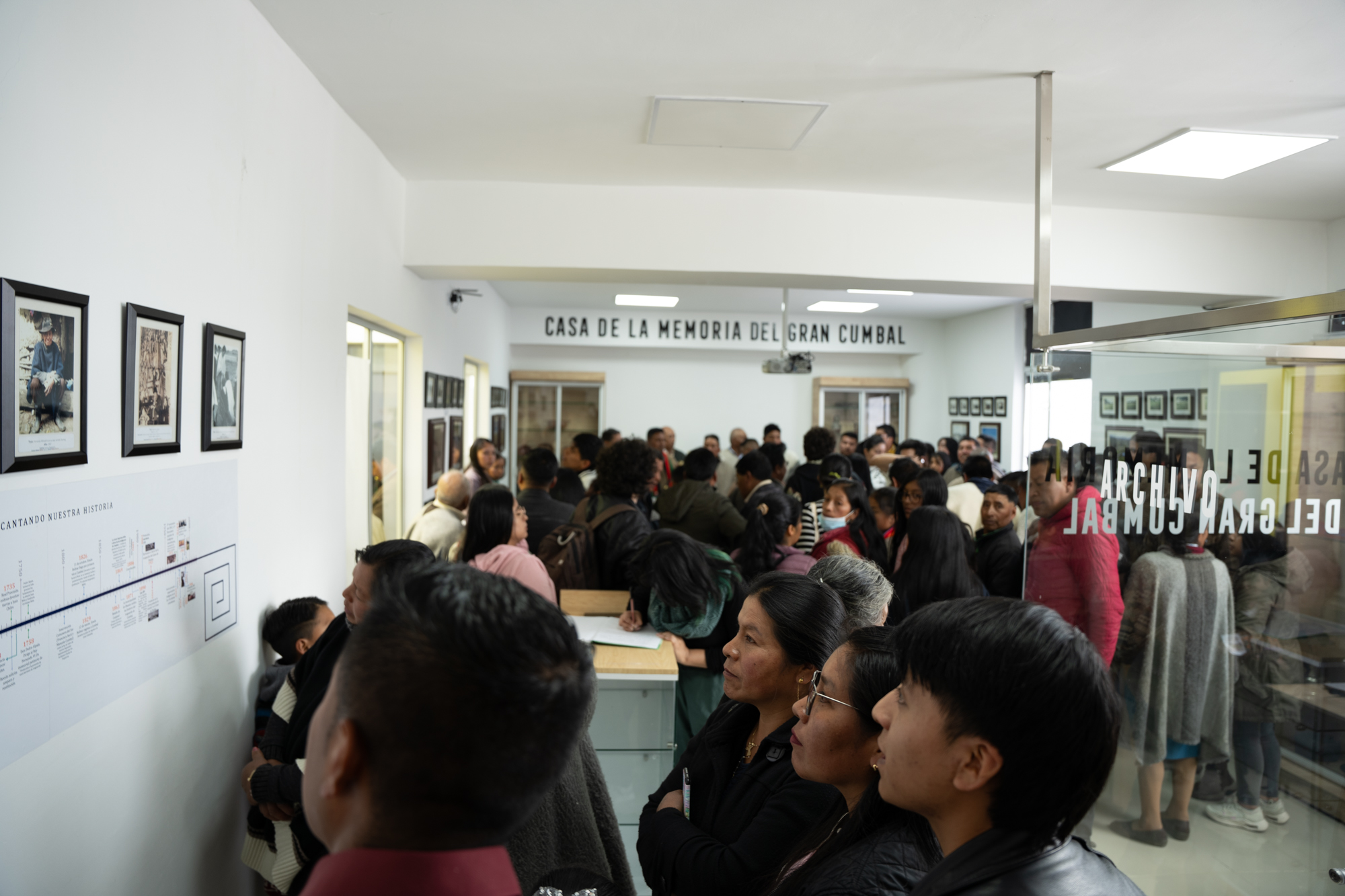
Casa de la Memoria del Gran Cumbal (Evento de apertura, 20 de octubre de 2024)

La Casa de la Memoria del Gran Cumbal desarrolla estrategias de salvaguardia, protección, conservación y visibilización de las memorias y el patrimonio cultural, asociado a los procesos identitarios de lucha, resistencia y organización colectiva de las comunidades indígenas en Colombia, con enfoque en el Sur Occidente Colombiano y el municipio de Cumbal. Asimismo, promueve procesos de reflexión, formación, investigación y producción de conocimiento.  La Casa de la Memoria del Gran Cumbal se establece también como un referente de turismo cultural y educativo en la región, dirigido a propios y visitantes interesados en conocer la historia, cultura y luchas sociales del Gran Cumbal y de los pueblos Pastos y Quillacingas en el departamento de Nariño.

### Biblioteca Saberes de los Machines
Biblioteca Saberes de los Machines es un proyecto que promueve la oralidad, la lectura y la preservación ambiental en el territorio del Gran Cumbal.
La biblioteca integra las viviendas de dos familias que han cedido sus espacios para servir como sedes en las que suceden talleres, laboratorios y reuniones.

## Demografía

### Etnografía
Según las cifras presentadas por el DANE en el censo de 2005, la composición étinca del municipio es: